# Addiator

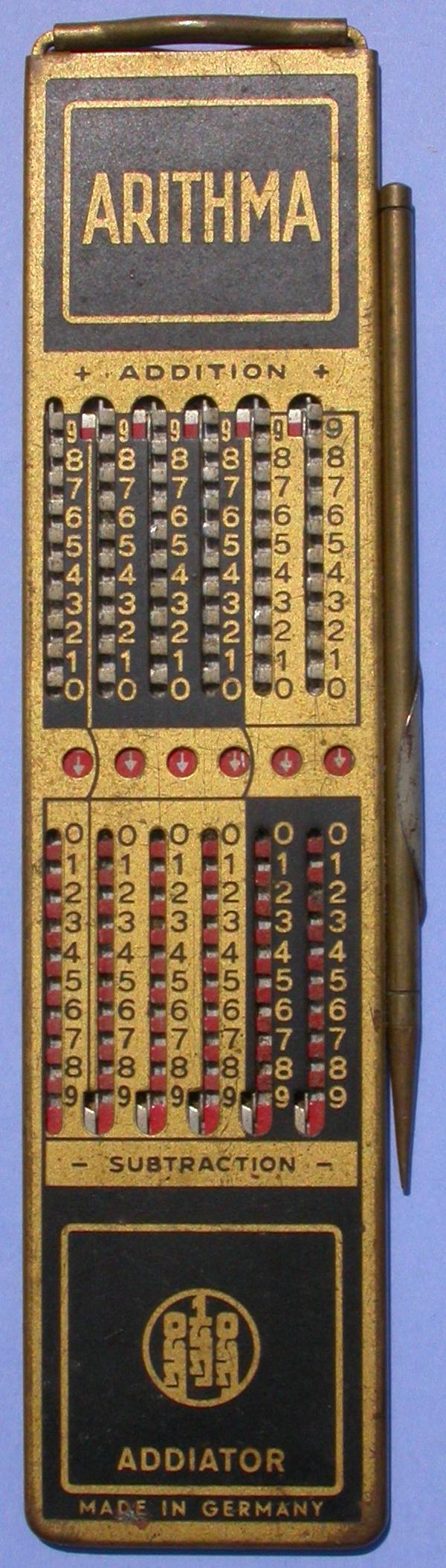
El Addiator

Addiator era el nombre comercial de una calculadora mecánica fabricada por la empresa berlinesa Addiator Gesellschaft en el siglo XX. No realizaba más que las operaciones aritméticas de suma y resta. El aparato consistía en unas regletas metálicas que se deslizaban dentro de un receptáculo metálico plano, a través de cuyas ranuras y perforaciones se manipulaban los factores y se obtenían los resultados. El prototipo básico se concretó en múltiples variantes a lo largo del medio siglo largo que duró su fabricación, iniciada en 1920 y concluida en 1982; algunas de ellas servían para calcular en bases distintas de la decimal, como los sistemas anglosajones de monedas y de longitudes o las operaciones con magnitudes horarias. Algunos modelos realizaban la suma por el anverso del aparato y la resta por el reverso.

## Historia
Este tipo de instrumento tiene su precedente en el inventado por De Caze en 1720, un ejemplar del cual se encuentra en el Conservatoire des Arts et Métiers parisino. No estaba resuelto en él el problema del acarreo de cifras de una columna a la precedente, cosa que solucionaron posteriormente de manera eficaz y sencilla los modelos de Kummer en 1847 (del que el Conservatoire también dispone de un ejemplar) y de Troncet en 1889; este último recibió el nombre de artimographe o aritmógrafo, se hizo muy popular e inspiró múltiples productos comerciales, de los que el Addiator fue probablemente el más conocido.
Varios fabricantes de reglas de cálculo escolares comercializaron en la segunda mitad del siglo XX híbridos de ellas con el Addiator, que iba adosado a su reverso, con la peregrina idea de que constituyesen un instrumento matemático que abarcase todas las operaciones básicas.

## Descripción
El Addiator era un aparato ligero y muy portátil, pensado sin duda para ser llevado en un bolsillo. Tanto la caja como las regletas eran de fina chapa metálica, generalmente de aluminio, y las dimensiones de un modelo como el mostrado en la fotografía adjunta (perteneciente a la serie "Arithma") son de unos 160 x 40 x 8 mm.
La parte frontal presentaba una serie de ranuras verticales dobles; cada par (formado por una mitad superior y la inferior situada bajo ella) correspondía a una posición decimal de los números manejados. A través de cada una de estas ranuras se dejaban ver partes de la regleta numérica correspondiente, que también podía desplazarse hacia arriba y hacia abajo introduciendo la punta de un punzón que venía con el aparato, la de un lápiz o cualquier otro objeto adecuado en las muescas que presentaba su borde izquierdo. Las ranuras ocupaban la mitad central del aparato, mientras que los cuartos superior e inferior del anverso no estaban perforados; normalmente tenían inscripciones comerciales o publicitarias, pero a veces se inscribían en ellos datos pertinentes a los tipos de cálculo previstos para el instrumento (constantes, factores de conversión, etc.). En la línea central aparecía una serie de taladros circulares, uno por columna, a través de los que podía verse una cifra, grabada en la regleta correspondiente a cada uno. El extremo superior de las ranuras superiores y el inferior de las inferiores terminaban en forma de gancho, de modo que, al llegar a ellos, el punzón realizase un ligero desplazamiento por la zona situada a la izquierda de la ranura en cuestión. Este sencillo movimiento era el encargado de efectuar el acarreo entre columnas sucesivas.
Tanto el frente del envoltorio como los de las regletas estaban estampados con cifras, líneas y zonas de distintos colores, de diversa relevancia y significado. Los guarismos impresos en los bordes derechos de las ranuras eran esenciales, como se verá inmediatamente al tratar del manejo del aparato. No lo eran en cambio las líneas y fondos coloreados que normalmente delimitaban tres zonas de la faz, correspondientes una a las unidades de millar, otra segunda que abarcaba a centenas, decenas y unidades, y una tercera representativa de dos cifras decimales, en un modelo de seis columnas como el mostrado; eran solamente presuntas ayudas para la localización de las cifras en una disposición que se suponía la más corriente. Las regletas por su parte tenían dos zonas coloreadas bien delimitadas, que también asumían la mayor importancia en el funcionamiento del aparato.
En la parte superior se encontraba una barrita metálica horizontal. Tirando de ella se desplazaba una corredera que colocaba todas las regletas en la posición inicial, posición en la que en todos los agujeros centrales aparecía la cifra cero. La barrita se volvía luego a su posición de reposo inicial.

## Manejo
Tras esta puesta a cero, necesaria antes de iniciar una nueva operación, puede empezarse a introducir las cifras de los números intervinientes en la suma o en la resta. Los factores positivos se aplican a las ranuras superiores y los negativos a las inferiores, zonas caracterizadas con los rótulos respectivos de "Adición" y "Sustracción". Salvo este detalle, la forma de operar es luego la misma en todos los casos. Los números se aplican uno tras otro, y cada uno de ellos cifra a cifra; lo más cómodo es hacerlo en el orden en que se escriben, es decir, empezando por la cifra de la izquierda y continuando hacia la derecha. Para ello primero se introduce el punzón en la muesca de la ranura correspondiente del aparato (digamos la cuarta, si el número tiene cuatro cifras) que esté marcada con la misma cifra que la primera del número; si el fondo de la regleta en ese punto es de color metálico se la desplaza mediante el punzón hacia los indicadores de la línea central (es decir, hacia abajo, si el factor es positivo, o hacia arriba, si es negativo y consecuentemente se está operando en la zona inferior). Si el punzón incide en una muesca rodeada de fondo rojo (cosa que no puede suceder más que en cifras de factores sucesivos), el sentido del desplazamiento ha de ser el contrario, es decir, hacia arriba si se está actuando en la zona superior y hacia abajo, si se hace en la inferior, de modo que el punzón terminará por describir el semicírculo situado en su extremo.
En todos los casos el punzón ha de moverse hasta que lo detenga el extremo correspondiente de la ranura, momento en que en el visor central de esa columna aparecerá la cifra incorporada (o el valor correspondiente a un resultado intermedio en el caso de los números sucesivos). Se procede del mismo modo con la columna siguiente, para introducir la segunda cifra del factor, e igual con las restantes. A continuación, y sin alterar de otra manera la situación de las regletas, se repiten los pasos con cada uno de los números restantes, según sea su signo. Cuando se haya terminado de introducir la última cifra del último de ellos, el resultado de la operación será el mostrado en los visores de la línea central (que naturalmente también van mostrando los resultados intermedios, igualmente válidos).
Si se cometiese un error en el sentido del movimiento que deba realizarse conforme a la naturaleza de la muesca en que se encuentre el punzón, el aparato se bloquea y no puede moverse la regleta hasta el extremo de la ranura. La solución es sencilla: sin levantar el punzón de la muesca se le mueve en sentido contrario hasta que llegue al tope correspondiente.